# Trachten in Pommern
Volkstrachten aus Pommern sind ebenso wie die anderer deutscher Kulturlandschaften eingebettet in das Kulturumfeld der Landschaft. Bis Anfang des 20. Jahrhunderts entwickelten sich bei pommerschen Fischern und Bauern Trachten mit typischen Schnitten, Farben und Motiven.
Die ältesten Berichte über die Kleidung der pommerschen Bevölkerung stammen von Thomas Kantzow (1505–1545). Die Nachrichten Kantzows und weiterer Chronisten von Trachten betrafen vor allem die Küstengebiete vom Darß bis zum Lebasee. Aus dem Binnenland wurden die Trachten des Pyritzer Weizackergebietes genannt.
Der Maler und Kostümkundler Albert Kretschmer (1825–1891) beschrieb in seinem Werk „Deutsche Volkstrachten“ die Kleidung aus vier pommerschen Gebieten. Ein weiterer Maler, der vor allem die Pyritzer Weizackertracht wiederholt in seinen Dorf- und Landschaftsidyllen abbildete, war Ludwig Most.

## Regionen

### Belbucker Bauerntracht
Nach der Gründung des Klosters Belbuck bei Treptow an der Rega wurden Ende des 12. und Anfang des 13. Jahrhunderts Siedler aus Friesland angeworben. Einige Bestandteile der Belbucker Bauerntracht lassen daher die Verbindung zum Herkunftsgebiet erkennen. Die ältesten Abbildungen der Tracht stammen von Wachsmann (um 1800) und von Karl Friedrich Schinkel.

### Jamunder Bauerntracht
Die Kleidung der Bauern und Fischer aus der Gegend von Jamund bei Köslin bestand zur Zeit der Reformation vor allem aus langen, einfachen Leinenkitteln. Daraus entwickelte sich seit dem 16. Jahrhundert die auch Jamunder Fischertracht genannte Festtagskleidung.

### Mönchguter Fischertracht
Diese war eine Arbeitstracht, die bis in die 1940er Jahre von Fischern auf dem Mönchgut getragen wurde. Besonderes Kennzeichen der Männerkleidung waren die weiten Leinenhosen, die über den Stiefeln getragen, schnell im Wind trockneten.

### Weizacker-Bauerntracht

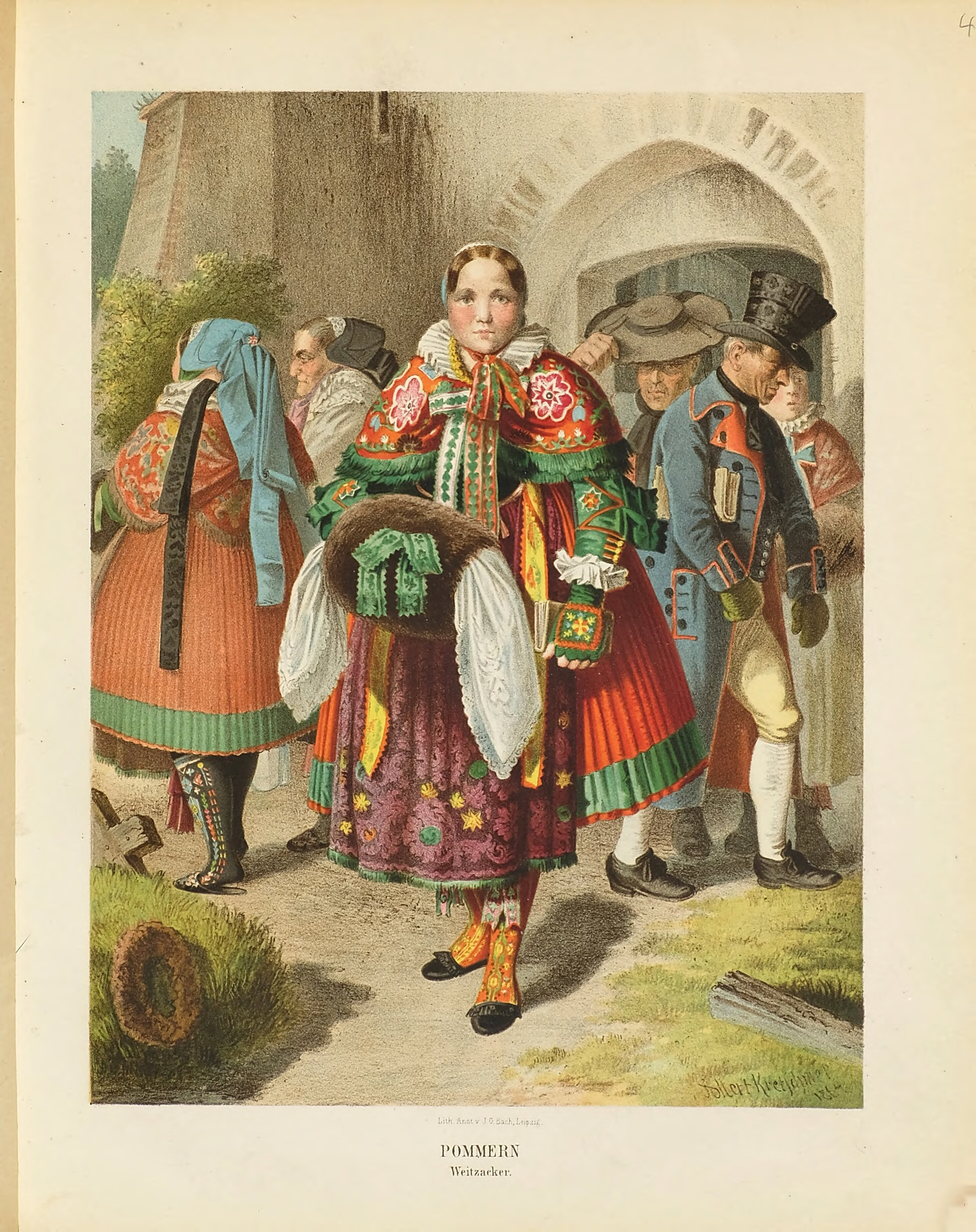
Weizacker Sonntagstracht (bei Kretschmer)

Die Tracht der Bauern aus dem Gebiet des Pyritzer Weizackers ist die bekannteste Volkstracht Pommerns. In der Region, die im 13. Jahrhundert zum Siedlungsraum des Klosters Kolbatz gehörte, bildete sich ein eigenständiges bäuerliches Kulturgebiet. Der Wohlstand der Bauern, die die sehr fruchtbaren Böden dieser Landschaft bewirtschafteten, spiegelte sich besonders in ihrer Festtagskleidung wider. So wurde der Reichtum eines Bauern durch die Zahl der Röcke, die seine Frau übereinander trug, die Üppigkeit der Stickereien auf ihrer Kleidung und durch den Wert des Tuches, aus dem die Kleidung geschneidert wurde, angezeigt. Die Frauen trugen die Tracht bis in die 1920er Jahre, die Männer seit den 1880er Jahren nur noch an Festtagen.

## Traditionspflege
Originale befinden sich in den Sammlungen des Germanischen Nationalmuseum Nürnberg – aus der bedeutenden Privatsammlung Oskar Klings, Frankfurt/Main, 1894 – und des Nationalmuseums in Stettin. Fünf repräsentative Trachtenpaare, die nach Literaturstudien und dem Vorbild alter Originale angefertigt wurden, sind im Pommern-Zentrum in  Lübeck-Travemünde zu besichtigen. Deutsche und polnische Tanz- und Trachtengruppen arbeiten an der Bewahrung des für die Kulturgeschichte Pommerns bedeutenden Erbes.